# Gordon Adam (remador)
Gordon Belgum Adam (26 de maio de 1915 – 27 de março de 1992) foi um remador norte-americano que ganhou o ouro olímpico nos Jogos Olímpicos de Verão de 1936.
Nascido em Seattle e criado em uma fazenda leiteira em Everson, Washington, Adam começou a remar na Universidade de Washington. Ele remou no time universitário sênior da UW, que ganhou títulos nacionais da Intercollegiate Rowing Association em 1936 e 1937. Nos Jogos Olímpicos de Verão de 1936, ele ganhou a medalha de ouro no remo ocupando o terceiro assento no barco americano na competição masculina de 8.
Formado em engenharia mecânica, Adam teve uma carreira de trinta e oito anos trabalhando para a Boeing.
Ele morreu em Laguna Hills, Califórnia, aos 76 anos.